# Rheem Manufacturing
Rheem Manufacturing Company er en amerikansk producent af produkter til opvarmning, ventilation og aircondition. Virksomhedens produkter sælges under mærkerne Rheem og Ruud. Det er et datterselskab til Paloma Industries.. Virksomheden blev etableret som en emballageproducent i 1925. De har i dag hovedkvarter i Atlanta, Georgia samt 13.000 ansatte.